# Huisseau-sur-Cosson
Huisseau-sur-Cosson és un municipi francès, situat al departament del Loir i Cher i a la regió de Centre – Vall del Loira. L'any 2007 tenia 2.126 habitants.

## Demografia

### Població
El 2007 la població de fet de Huisseau-sur-Cosson era de 2.126 persones. Hi havia 839 famílies, de les quals 186 eren unipersonals (85 homes vivint sols i 101 dones vivint soles), 316 parelles sense fills, 292 parelles amb fills i 45 famílies monoparentals amb fills.
La població ha evolucionat segons el següent gràfic:
Habitants censats

### Habitatges
El 2007 hi havia 979 habitatges, 841 eren l'habitatge principal de la família, 60 eren segones residències i 78 estaven desocupats. 942 eren cases i 36 eren apartaments. Dels 841 habitatges principals, 720 estaven ocupats pels seus propietaris, 101 estaven llogats i ocupats pels llogaters i 20 estaven cedits a títol gratuït; 9 tenien una cambra, 41 en tenien dues, 119 en tenien tres, 230 en tenien quatre i 443 en tenien cinc o més. 688 habitatges disposaven pel capbaix d'una plaça de pàrquing. A 323 habitatges hi havia un automòbil i a 461 n'hi havia dos o més.

### Piràmide de població
La piràmide de població per edats i sexe el 2009 era:
| Homes | Edats   | Dones |
| ----- | ------- | ----- |
| 0     | 95 o +  | 0     |
| 4     | 90 a 94 | 4     |
| 4     | 85 a 89 | 16    |
| 8     | 80 a 84 | 20    |
| 20    | 75 a 79 | 44    |
| 36    | 70 a 74 | 36    |
| 40    | 65 a 69 | 68    |
| 52    | 60 a 64 | 32    |
| 48    | 55 a 59 | 48    |
| 104   | 50 a 54 | 48    |
| 84    | 45 a 49 | 108   |
| 112   | 40 a 44 | 92    |
| 60    | 35 a 39 | 100   |
| 32    | 30 a 34 | 52    |
| 44    | 25 a 29 | 52    |
| 24    | 20 a 24 | 36    |
| 56    | 15 a 19 | 80    |
| 112   | 10 a 14 | 68    |
| 60    | 5 a 9   | 44    |
| 24    | 0 a 4   | 40    |

## Economia
El 2007 la població en edat de treballar era de 1.431 persones, 1.057 eren actives i 374 eren inactives. De les 1.057 persones actives 994 estaven ocupades (491 homes i 503 dones) i 62 estaven aturades (28 homes i 34 dones). De les 374 persones inactives 154 estaven jubilades, 125 estaven estudiant i 95 estaven classificades com a «altres inactius».

### Ingressos
El 2009 a Huisseau-sur-Cosson hi havia 855 unitats fiscals que integraven 2.127 persones, la mediana anual d'ingressos fiscals per persona era de 21.204,5 €.

### Activitats econòmiques
Dels 80 establiments que hi havia el 2007, 1 era d'una empresa extractiva, 2 d'empreses alimentàries, 7 d'empreses de fabricació d'altres productes industrials, 18 d'empreses de construcció, 10 d'empreses de comerç i reparació d'automòbils, 1 d'una empresa de transport, 7 d'empreses d'hostatgeria i restauració, 1 d'una empresa d'informació i comunicació, 2 d'empreses financeres, 4 d'empreses immobiliàries, 10 d'empreses de serveis, 10 d'entitats de l'administració pública i 7 d'empreses classificades com a «altres activitats de serveis».
Dels 22 establiments de servei als particulars que hi havia el 2009, 1 era una oficina de correu, 3 tallers de reparació d'automòbils i de material agrícola, 2 paletes, 4 guixaires pintors, 3 fusteries, 1 lampisteria, 5 electricistes, 1 perruqueria, 1 restaurant i 1 agència immobiliària.
Dels 2 establiments comercials que hi havia el 2009, 1 era una botiga de menys de 120 m² i 1 una fleca.
L'any 2000 a Huisseau-sur-Cosson hi havia 13 explotacions agrícoles que ocupaven un total de 450 hectàrees.

## Equipaments sanitaris i escolars
El 2009 hi havia 1 psiquiàtric i 1 farmàcia.
El 2009 hi havia 1 escola maternal i 1 escola elemental.

## Poblacions més properes
El següent diagrama mostra les poblacions més properes.